# Colorado Women's Hall of Fame

Le Colorado Women's Hall of Fame (Temple de la renommée des femmes du Colorado) est un organisme bénévole à but non lucratif qui reconnaît les femmes qui ont contribué à l'histoire de l'État du Colorado, aux États-Unis. En 2016, 152 femmes y avaient été inscrites.

## Critères de sélection
Les critères d’inscription d'une femme, de son vivant, au Temple de la renommée des femmes du Colorado sont :
- avoir des liens significatifs avec le Colorado ;
- avoir apporté des contributions significatives et durables à leurs domaines d'activité ;
- avoir élevé le statut de la femme ;
- avoir aidé à ouvrir de nouvelles frontières pour les femmes et pour la société en général ;
- avoir été source d'inspiration par son exemple.

## Les inscrites
Jusqu'à dix femmes sont admises au Temple de la renommée chaque année et numérotées de manière égale.
| Nom                                 | Image | Date de naissance | Année | Domaine d'activité                                                                                            |
| ----------------------------------- | ----- | ----------------- | ----- | --- |
| Theodosia Grace Ammons              |       | (1861-1907)       | 2022  | Suffragette                                                                                                   |
| Rosalind Harris (en)                |       | (b. 1950)         | 2020  | Actrice |
| Carolina González                   |       | (1894-?)          | 2020  | Service à la communauté                                                                                       |
| Elizabeth Piper Ensley (en)         |       | (1847-1933)       | 2020  | Suffragette                                                                                                   |
| Guadalupe Briseño (en)              |       | (b. 1933)         | 2020  | Militantisme                                                                                                  |
| Leslie Foster (en)                  |       | (b. 1957)         | 2018  | Militantisme                                                                                                  |
| Gerie Grimes (en)                   |       | (b. 1950)         | 2018  | Service à la communauté                                                                                       |
| Susan Helms                         |       | (b. 1958)         | 2018  | Astronaute de la NASA, navette Endeavour                                                                      |
| Dorothy Horrell (en)                |       | (b. 1951)         | 2018  | Chancelière de CU Denver                                                                                      |
| Fay Matsukage (en)                  |       | (b. 1955)         | 2018  | Avocate |
| Gail Schoettler (en)                |       | (b. 1943)         | 2018  | 44e lieutenant-gouverneur du Colorado                                                                         |
| Anna Jo Haynes (en)                 |       |                   | 2016  | Militantisme                                                                                                  |
| Arlene Vigil Kramer (en)            |       |                   | 2016  | Enseignante                                                                                                   |
| Lydia Peña (en)                     |       |                   | 2016  | Religieuse et enseignante,                                                                                    |
| Sandra I. Rothenberg (en)           |       |                   | 2016  | Juge |
| Shari Shink (en)                    |       |                   | 2016  | Avocate |
| Judith Wagner (en)                  |       |                   | 2016  | Service à la communauté                                                                                       |
| Anne Evans                          |       | (1871–1941)       | 2015  | Militantisme                                                                                                  |
| Minnie Harding (en)                 |       |                   | 2015  | Philanthrope                                                                                                  |
| Laura Hershey (en)                  |       | (1962–2010)       | 2015  | Militantisme                                                                                                  |
| Elizabeth Pellet (en)               |       |                   | 2015  | Première femme issue d'une minorité à être leader de l'Assemblée générale du Colorado                         |
| Christine Arguello (en)             |       | (b. 1955)         | 2014  | Juge |
| Morley Cowles Ballantine (en)       |       | (1925–2009)       | 2014  | Philanthrope                                                                                                  |
| Lauren Young Casteel (en)           |       | (b. 1953)         | 2014  | Service à la communauté                                                                                       |
| Penny Rafferty Hamilton (en)        |       | (b. 1948)         | 2014  | Pilote et enseignante                                                                                         |
| Julia Archibald Holmes (en)         |       | (1838–1887)       | 2014  | Première femme à escalader le pic Pikes                                                                       |
| Elizabeth Wright Ingraham (en)      |       | (1922–2013)       | 2014  | Architecte |
| Kristina Johnson (en)               |       |                   | 2014  | Optoélectronique                                                                                              |
| Joanne Maguire (en)                 |       | (b. 1954)         | 2014  | Ingénierie |
| Helen Ring Robinson (en)            |       | (1878–1923)       | 2014  | Journaliste, première femme au Sénat du Colorado                                                              |
| Diana Wall                          |       | (b. 1950)         | 2014  | Biologiste |
| Kristi S. Anseth                    |       |                   | 2012  | Professeur à l'Université du Colorado à Boulder                                                               |
| Janet Bonnema (en)                  |       | (1938–2008)       | 2012  | Ingénierie |
| Fannie Mae Duncan (en)              |       | (1918–2005)       | 2012  | Propriétaire du bar The Cotton Club à Colorado Springs                                                        |
| Loretta Ford (en)                   |       | (b. 1920)         | 2012  | Administration universitaire                                                                                  |
| Erinea Garcia Gallegos (en)         |       | (1903–2002)       | 2012  | Enseignante                                                                                                   |
| Laura Gilpin                        |       | (1891–1979)       | 2012  | Photographe                                                                                                   |
| Temple Grandin                      |       | (b. 1947)         | 2012  | Biologiste |
| Ding-Wen Hsu (en)                   |       | (b. 1948)         | 2012  | Femme d'affaires                                                                                              |
| Mary Ann Kerwin (en)                |       | (b. 1931)         | 2012  | Militantisme                                                                                                  |
| Mary J. Mullarkey (en)              |       |                   | 2012  | Juge |
| Madeleine Albright                  |       | (b. 1937)         | 2010  | Première femme au poste de secrétaire d'État des États-Unis                                                   |
| Elinor Miller Greenberg (en)        |       | (b. 1932)         | 2010  | Enseignante                                                                                                   |
| Maria Guajardo (en)                 |       | (b. 1959)         | 2010  | Administration                                                                                                |
| Philippa Marrack                    |       | (b. 1945)         | 2010  | Biologiste |
| Ramona Martinez (en)                |       | (b. 1943)         | 2010  | Femme d'affaires                                                                                              |
| Hattie McDaniel                     |       | (1895–1952)       | 2010  | Actrice, première femme noire à gagner un Academy Award pour son rôle dans Gone with the Wind                 |
| Susan O'Brien (en)                  |       | (1939–2003)       | 2010  | Télévision |
| Bartley Marie Scott (en)            |       | (1896–1979)       | 2010  | Conservationiste                                                                                              |
| Alice Bemis Taylor (en)             |       | (1877–1942)       | 2010  | Philanthrope                                                                                                  |
| Jill S. Tietjen (en)                |       | (b. 1954)         | 2010  | Autrice |
| Sue Anschutz-Rodgers (en)           |       | (b. 1936)         | 2008  | Philanthrope                                                                                                  |
| Alicia Cuarón (en)                  |       | (b. 1939)         | 2008  | Enseignante                                                                                                   |
| Evie Dennis (en)                    |       | (b. 1924)         | 2008  | Philanthrope                                                                                                  |
| Jean Dubofsky (en)                  |       | (b. 1942)         | 2008  | Juge |
| Katherine Keating (en)              |       | (1922–2009)       | 2008  | Forces armées                                                                                                 |
| Mary Lou Makepeace (en)             |       | (b. 1940)         | 2008  | Politicienne                                                                                                  |
| Lily Nie (en)                       |       | (b. 1963)         | 2008  | Service à la communauté                                                                                       |
| Anna Petteys (en)                   |       | (1892–1970)       | 2008  | Première femme élue au Colorado State Board of Education (en)                                                 |
| Eliza Routt (en)                    |       | (1839–1907)       | 2008  | Suffragette et première dame                                                                                  |
| Rhea Woltman                        |       | (b. 1927)         | 2008  | Pilote et une des premières femmes à faire l'entraînement d'astronaute                                        |
| Mildred Didrikson Zaharias          |       | (1911–1956)       | 2008  | Athlète |
| Stephanie Allen (en)                |       | (b. 1937)         | 2006  | Femme d'affaires                                                                                              |
| Judy Collins                        |       | (b. 1939)         | 2006  | Autrice-interprète                                                                                            |
| Marion Downs (en)                   |       | (1914–2014)       | 2006  | Audiologiste                                                                                                  |
| Clarissa Pinkola Estés              |       | (b. 1945)         | 2006  | Poète |
| Arlene Hirschfeld (en)              |       | (b. 1944)         | 2006  | Activisme |
| Jean Jones (en)                     |       | (b. 1942)         | 2006  | Service à la communauté                                                                                       |
| Fannie Lorber (en)                  |       | (1881–1958)       | 2006  | Service à la communauté                                                                                       |
| Susan Solomon                       |       | (b. 1956)         | 2006  | Chimiste de l'atmosphère au National Oceanic and Atmospheric Administration                                   |
| Caroline Spencer (en)               |       | (1861–1928)       | 2006  | Suffragette et médecin                                                                                        |
| Vivien Spitz (en)                   |       | (1924–2014)       | 2006  | Rédactrice pour les procès de Nuremberg                                                                       |
| Anna Lee Aldred (en)                |       | (1921–2006)       | 2004  | Courses de chevaux                                                                                            |
| Louie Croft Boyd (en)               |       | (1871–1951)       | 2004  | Aide à la fondation du Colorado State Trained Nurses Association                                              |
| Merle Chambers (en)                 |       | (b. 1946)         | 2004  | Philanthrope                                                                                                  |
| Patricia A. Gabow (en)              |       | (b. 1944)         | 2004  | Administration d'hôpitaux                                                                                     |
| Carlotta LaNier (en)                |       | (b. 1942)         | 2004  | La plus jeune des neuf de Little Rock                                                                         |
| Portia Mansfield (en)               |       | (1887–1979)       | 2004  | Enseignante                                                                                                   |
| Carol Mutter (en)                   |       | (b. 1945)         | 2004  | Forces armées                                                                                                 |
| Antoinette Perry-Frueauff           |       | (1888–1946)       | 2004  | Actrice et metteur en scène                                                                                   |
| Charlotte Perry (en)                |       | (1889–1983)       | 2004  | enseignante                                                                                                   |
| Arie Parks Taylor (en)              |       | (1927–2003)       | 2004  | Service à la communauté                                                                                       |
| Linda G. Alvarado (en)              |       | (b. 1950)         | 2002  | Femme d'affaires,                                                                                             |
| Virginia Fraser (en)                |       | (1928–2011)       | 2002  | Militantisme                                                                                                  |
| Gudy Gaskill (en)                   |       | (1927-2016)       | 2002  | Organisatrice de la Colorado Trail                                                                            |
| Jo Ann Cram Joselyn (en)            |       | (b. 1943)         | 2002  | Première femme et première amécicaine Secretary General pour l'Union géodésique et géophysique internationale |
| Mary Miller                         |       | (1842–1921)       | 2002  | Fondatrice de Lafayette, Colorado                                                                             |
| Sue Miller                          |       | (1934–2017)       | 2002  | Mannequin |
| Gloria Tanner (en)                  |       | (b. 1935)         | 2002  | Première femme noire au Sénat du Colorado                                                                     |
| Emily Howell Warner (en)            |       | (b. 1939)         | 2002  | Pilote |
| Polly Baca (en)                     |       | (b. 1941)         | 2000  | Première Latina au Sénat du Colorado                                                                          |
| Joy S. Burns (en)                   |       |                   | 2000  | Femme d'affaires                                                                                              |
| Josie Heath (en)                    |       | (b. 1937)         | 2000  | Enseignante                                                                                                   |
| J. Virginia Lincoln                 |       | (1915–2003)       | 2000  | Directrice du World Data Center A for Solar-Terrestrial Physics                                               |
| Pauline Short Robinson (en)         |       | (1915–1997)       | 2000  | Bibliothécaire                                                                                                |
| Martha M. Urioste (en)              |       | (b. 1937)         | 2000  | Enseignante                                                                                                   |
| Zita Weinshienk (en)                |       | (b. 1933)         | 2000  | Juge |
| Susan Anderson                      |       | (1870–1960)       | 1997  | Médecin |
| Eppie Archuleta (en)                |       | (1922–2014)       | 1997  | Artiste de folklore                                                                                           |
| Ceal Barry (en)                     |       | (b. 1955)         | 1997  | Athlétisme |
| Juana Bordas (en)                   |       | (b. 1942)         | 1997  | Militantisme                                                                                                  |
| Swanee Hunt (en)                    |       | (b. 1950)         | 1997  | Enseignante                                                                                                   |
| Reynelda Muse (en)                  |       | (b. 1947)         | 1997  | Journaliste                                                                                                   |
| Mary Luke Tobin (en)                |       | (1908–2006)       | 1997  | Religieuse |
| Joan Birkland (en)                  |       | (b. 1928)         | 1996  | Athlète |
| Elise M. Boulding                   |       | (1920–2010)       | 1996  | A largement contribuer à fonder les Peace and Conflict Studies                                                |
| Dana Hudkins Crawford (en)          |       | (1920–2010)       | 1996  | Préservation de l'histoire                                                                                    |
| Margaret L. Curry (en)              |       | (1898–1986)       | 1996  | Militantisme                                                                                                  |
| Terri H. Finkel (en)                |       | (b. 1953)         | 1996  | Recherche en médecine                                                                                         |
| Elnora M. Gilfoyle (en)             |       | (b. 1934)         | 1996  | Militantisme                                                                                                  |
| Mary Elitch Long (en)               |       | (1856–1936)       | 1996  | Femme d'affaires                                                                                              |
| Frances McConnell-Mills (en)        |       | (1899–1974)       | 1996  | Toxocologiste                                                                                                 |
| Rachel Bassette Noel (en)           |       | (1918–2008)       | 1996  | Enseignante                                                                                                   |
| Marilyn Van Derbur                  |       | (b. 1937)         | 1996  | Miss America 1958 et service à la communatué                                                                  |
| Mildred Pitts Walter (en)           |       | (b. 1922)         | 1996  | Autrice |
| Helen Marie Black (en)              |       | (1896–1988)       | 1991  | Fondatrice de l'Orchestre symphonique de Denver                                                               |
| Genevieve Fiore (en)                |       | (1912–2002)       | 1991  | Militantisme                                                                                                  |
| Augusta Tabor (en)                  |       | (1833–1905)       | 1991  | Femme d'affaires                                                                                              |
| Wilma Webb (en)                     |       | (b. 1944)         | 1991  | Politicienne                                                                                                  |
| Caroline Bancroft (en)              |       | (1900–1985)       | 1990  | Journaliste                                                                                                   |
| Hendrika B. Cantwell (en)           |       | (b. 1925)         | 1990  | Service à la communauté                                                                                       |
| Sarah Platt-Decker (en)             |       | (1855-1912)       | 1990  | Suffragette                                                                                                   |
| Jane Silverstein Ries (en)          |       | (1909–2005)       | 1990  | Architecte |
| Clara Brown                         |       | (c. 1800–1885)    | 1989  | A aidé d'anciens esclaves lors du ruée vers l'or                                                              |
| Edwina Hume Fallis (en)             |       | (1876–1957)       | 1989  | Autrice |
| Sumiko Hennessy (en)                |       | (b. 1937)         | 1989  | Service à la communauté                                                                                       |
| Cleo Parker Robinson (en)           |       | (b. 1948)         | 1989  | Chorégraphe                                                                                                   |
| Caroline Nichols Churchill          |       | (1833–1926)       | 1988  | Autrice |
| Oleta Crain (en)                    |       | (1913–2007)       | 1988  | Forces armées                                                                                                 |
| B.LaRae Orullian (en)               |       | (b. 1933)         | 1988  | Service à la communauté                                                                                       |
| Elizabeth Hickok Robbins Stone (en) |       | (1801–1895)       | 1988  | Femme d'affaires                                                                                              |
| Miriam Goldberg (en)                |       | (1916–2017)       | 1987  | Publication du Intermountain Jewish News                                                                      |
| Frances Wisebart Jacobs             |       | (1843–1892)       | 1987  | Philanthrope                                                                                                  |
| Mary Florence Lathrop (en)          |       | (1865–1951)       | 1987  | Journaliste et avocate                                                                                        |
| Lenore E. Walker                    |       | (b. 1942)         | 1987  | Service à la communauté                                                                                       |
| Antonia Brico                       |       | (1902–1989)       | 1986  | Chef d'orchestre et pianiste                                                                                  |
| Helen White Peterson (en)           |       | (1915–2000)       | 1986  | Politicienne                                                                                                  |
| Josephine Roche (en)                |       | (1886–1976)       | 1986  | Militantisme                                                                                                  |
| Eudochia Bell Smith (en)            |       | (1887–1977)       | 1986  | Journaliste                                                                                                   |
| Lena Lovato Archuleta (en)          |       | (1920–2011)       | 1985  | Enseignante                                                                                                   |
| Isabella Bird                       |       | (1831–1904)       | 1985  | Exploratrice                                                                                                  |
| Helen Bonfils (en)                  |       | (1889–1972)       | 1985  | Philanthrope                                                                                                  |
| Molly Brown                         |       | (1867–1932)       | 1985  | Philanthrope                                                                                                  |
| Chipeta                             |       | (1843/4–1924)     | 1985  | Politicienne                                                                                                  |
| Mary Coyle Chase (en)               |       | (1906–1981)       | 1985  | Journaliste                                                                                                   |
| Mamie Eisenhower                    |       | (1896–1979)       | 1985  | Politicienne                                                                                                  |
| Justina Ford (en)                   |       | (1871–1952)       | 1985  | Médecin |
| Emily Griffith (en)                 |       | (1868–1947)       | 1985  | Enseignante                                                                                                   |
| Helen Hunt Jackson                  |       | (1830–1885)       | 1985  | Autrice |
| Dottie Lamm (en)                    |       | (b. 1937)         | 1985  | Politicienne                                                                                                  |
| Martha Maxwell (en)                 |       | (1831–1881)       | 1985  | Naturaliste et artiste                                                                                        |
| Golda Meir                          |       | (1898–1978)       | 1985  | Éducatrice |
| Owl Woman                           |       | (1828–1847)       | 1985  | Princesse cheyenne                                                                                            |
| Mary Rippon (en)                    |       | (1850–1935)       | 1985  | Une des premières femmes professeur d'université                                                              |
| Florence Sabin                      |       | (1871–1953)       | 1985  | Scientifique médicale                                                                                         |
| Hazel Schmoll (en)                  |       | (1890–1990)       | 1985  | Botaniste |
| Pat Schroeder                       |       | (b. 1940)         | 1985  | Politicienne                                                                                                  |
| May Bonfils Stanton (en)            |       | (1883–1962)       | 1985  | Philanthrope                                                                                                  |
| Anne Steinbeck (en)                 |       | (b. 1929)         | 1985  | Femme d'affaires                                                                                              |
| Ruth Stockton (en)                  |       | (1916–1990)       | 1985  | Politicienne                                                                                                  |
| Baby Doe Tabor                      |       | (1854–1935)       | 1985  | Inspiration pour l'opéra The Ballad of Baby Doe                                                               |
| Hannah Marie Wormington (en)        |       | (1914–1994)       | 1985  | Archéologue                                                                                                   |
| Jean Yancey (en)                    |       | (1914–2000)       | 1985  | Femme d'affaires                                                                                              |